# Tersztyánszky család
A trsztyei vagy nádasi Tersztyánszky család az egykori Trencsén vármegye egyik legrégebbi családja.

## A család nevezetes tagjai
- Tersztyánszky Ákos (1876–1956) államtitkár, posta vezérigazgató
- Tersztyánszky Ágoston (1821–1890) császári és királyi címzetes vezérőrnagy
- Tersztyánszky Dániel (1730–1800) levéltáros, könyvtáros, szerkesztő, a felvilágosodás képviselője
- Tersztyánszky Dezső (1843–?) katolikus plébános, alesperes
- Tersztyánszky György (1925) magyar királyi repülő hadnagy
- Tersztyánszky Imre (1786–1847) címzetes püspök, nagyprépost
- Tersztyánszky József (1814–1888) orvos-, sebész-, és szülészdoktor, szemészmester, okleveles állatorvos, megyei járásorvos
- Tersztyánszky Károly (1854–1921) császári és királyi vezérezredes, első világháborús hadvezér
- Tersztyánszky Ödön (1890–1929) kétszeres olimpiai bajnok vívó, honvéd ezredes, Tersztyánszky Ödön jogász, alkotmánybíró édesapja
- Tersztyánszky Ödön (1929–2022) jogász, egyetemi tanár, 1990–1999 között alkotmánybíró
- Tersztyánszky Sándor (1795–1860) királyi tanácsos, táblabíró
- Tersztyánszky Tibor, tanácsos, Ipari Minisztérium